# キモくて金のないおっさん
キモくて金のないおっさん（キモくてかねのないおっさん）とは、容姿が良くなく、低年収の中年または老けた容姿、つまり経済力も性的魅力もない非モテ男性を指すネットスラングである。2015年ごろから広まった概念で、「KKO」「キモカネ」と略すこともある。なお、現在は「キモくて金のないおっさん」という言葉そのものが差別的であるとして、「弱者男性」という言葉に置き換えられつつある。

## 論評
ジェンダー論、労働政策を専門とするジャーナリストの奥田祥子は、日本では1991年に起きたバブル崩壊により生まれた就職氷河期世代が、そのまま正規雇用に就けずリストラ、未婚、老親介護の危機に直面すると指摘している。同様の問題は氷河期世代の女性にも起こりうるが、女性は「家事手伝い」という表現になる場合も多い。
ジャーナリストの佐々木俊尚は、弱者の中で「弱者トーナメント」が行われているとして、「キモくて金のないおっさん」はその中で最弱と評している。この問題が複雑なのは「キモくて金のないおっさん」などの弱者がイコール善人ではないことにあり、弱者男性に寄り添う人でさえも「心の綺麗なキモくて金のないおっさんしか助けたくない！」みたいになっていることにある。逆に「キモイおっさん」という枠組みの中でも、広河隆一のようなお金は持ってるキモいおっさん、「キモくて権力のあるおっさん」もいる。「キモくて金のないおっさん（弱者男性）」からLINEがきても単に無視やブロックするだけでなのに対して、広河系の権力はあるキモいおっさんからの場合は「それができないことがあるから難しい」と指摘されている。